# レネ・アルレドンド
レネ・アルレドンド（Rene Arredondo、1961年6月15日 - ）は、メキシコの元プロボクサー。ミチョアカン州アパチンガン出身。元WBC世界スーパーライト級王者。

## 来歴
1961年6月15日、メキシコのミチョアカン州アパチンガン出身。
1979年11月15日、プロデビュー。プロデビューから19連勝を果たした。
1982年10月13日、プロ初黒星を喫した。
1986年5月5日、WBC世界スーパーライト級王者ロニー・スミスと指名挑戦者として対戦し、得意の右ストレートで5回TKO勝ち。王座を獲得した。
1986年7月24日、初防衛戦を両国国技館で浜田剛史と行い、1回KO負けを喫し王座から陥落した。
1987年7月22日、王者浜田と前王者たる指名挑戦者として再戦を行い、6回TKO勝ちを収め、王座返り咲きに成功した。
1987年11月12日、初防衛戦をロジャー・メイウェザーと対戦し、6回TKO負けを喫し王座から陥落した。
1997年6月8日、カルロス・パロミノに1回KO負けを喫し、引退した。

## スタイル
長身のストレート・パンチャー。スピードには欠けるものの、固いガードから巧みな左リードパンチを放ち、続く右ストレートの打ち降ろしと切り返しの左フックは強烈だった。

## 親族
- 長兄：リカルド・アルレドンド（WBC世界スーパーフェザー級王者）
- 次兄：チバ・アルレドンド（元日本フェザー級王者）

## エピソード
- 浜田との対戦時の入場テーマ曲はマイアミ・サウンド・マシーンの「コンガ」。